# Adéodat Boissard
Pour les articles homonymes, voir Boissard.
Adéodat Boissard est un juriste et homme politique français né le 11 décembre 1870 à Aix-en-Provence (Bouches-du-Rhône) et mort le 31 janvier 1938 à Paris. Cofondateur des Semaines sociales et promoteur du catholicisme social, il est aussi député de la Côte-d'Or.

## Biographie
Issu d'une longue lignée de magistrats dijonnais, Adéodat Emmanuel Joseph Jean Jacques Boissard naît le 11 décembre 1870 à Aix-en-Provence, où son père Henri Boissard est, de 1867 à 1872, avocat général à la cour d'appel,. Celui-ci fera partie des 14 procureurs généraux sur 27 déplacés ou révoqués en 1879 .
Adéodat Boissard est docteur en droit en 1896. D'abord professeur à la faculté de droit de Lille, il est ensuite professeur à l'Institut catholique de Paris de 1906 à 1931. Il s'intéresse surtout au droit social et à la législation du travail.
Il est l'un des fondateurs et le secrétaire général, en 1904, des Semaines sociales. 
L’Académie française lui décerne le prix Fabien en 1911 pour son ouvrage Contrat de travail et salariat.
Mobilisé en 1914 comme lieutenant d'infanterie territoriale il est, à sa demande, envoyé au front où sa conduite lui vaut, en décembre 1915, une citation à l'ordre de son régiment. 
Il est député de la Côte-d'Or de 1919 à 1924, inscrit au groupe de l'Entente républicaine démocratique.
Il avait épousé en 1893 à Quincy-le-Vicomte Jeanne Royer (1871-1966), troisième fille d'Édith Royer, dont il eut six enfants (notamment Adéodat Boissard, gouverneur du Crédit foncier de France et père de Janine Boissard).
Une rue de Dijon porte son nom.

## Sources
- « Adéodat Boissard », dans le Dictionnaire des parlementaires français (1889-1940), sous la direction de Jean Jolly, PUF, 1960 [détail de l’édition]